# Anna af Hessen
Anna af Hessen (26. oktober 1529 – 10. juli 1591) var en tysk prinsesse af Hessen, der var pfalzgrevinde af Zweibrücken fra 1544 til 1569.

## Biografi
Anna af Hessen blev født den 26. oktober 1529 i Kassel i Landgrevskabet Hessen som anden datter af landgrev Philip 1. af Hessen i hans ægteskab med Christine af Sachsen, datter af Georg, hertug af Sachsen. Anna blev gift som bare 13-årig den 24. februar 1544 med den tre år ældre pfalzgrev Wolfgang af Zweibrücken. De fik otte døtre og fem sønner. Wolfgang døde i 1569 efter 25 års ægteskab, mens Anna døde 61 år gammel den 10. juli 1591 i Meisenheim.